# Luís Filipe Menezes
Luís Filipe de Menezes Lopes (Ovar, Ovar, 2 de novembro de 1953) é um médico e político português.

## Família
É filho de José António Lopes (Ovar, 10 de Setembro de 1925), comerciante, e de sua mulher (11 de Dezembro de 1949), Maria Helena de Menezes Borges (Viseu, Quinta da Aguieira, 15 de Abril de 1928 - 10 de Março de 2015), professora de Filosofia, filha de António Borges Cassém (Viseu, 15 de Agosto de 1904 - ?), filho de pai Galego e de mãe Portuguesa, e de sua mulher (Viseu, 14 de Julho de 1927) Júlia de Albuquerque de Abranches Lemos e Menezes (Viseu, 6 de Julho de 1897 - ?), sendo esta bisneta materna do comendador Silvério Augusto de Abranches Coelho e Moura.
Casou no Porto, a 17 de Maio de 1980, com Maria Cândida Valenzuela Sampayo Tavares, de quem teve três filhos: 
- Luís Filipe Valenzuela Tavares de Menezes Lopes (20 de Dezembro de 1980), gestor de empresas, casado com Catarina Irene Fernandes Almeida Costa Menezes Lopes, com um filho, Luís Maria Almeida Costa Menezes Lopes.
- Pedro Miguel Valenzuela Tavares de Menezes Lopes (20 de Junho de 1982), casado com Ana Benvinda Miranda de Andrade de Albuquerque d'Orey, com três filhos, José Pedro, Dinis e Luís Henrique com 8, 6 e 1 ano de idade.
- João Francisco Valenzuela Tavares de Menezes Lopes (22 de Setembro de 1994).[4]

Casou-se a 10 de Março de 2015, em Resende, com a advogada Ana Luísa Caetano. A advogada tem dois filhos, um menino e uma menina, fruto do anterior casamento. Juntos tiveram mais um filho:
- Afonso de Albuquerque (08 de Março de 2017).

## Biografia
Licenciou-se em Medicina e Cirurgia, na Faculdade de Medicina da Universidade do Porto, em 1977, registado na Ordem dos Médicos com a cédula profissional número 17870, sem especialidade. Na mesma faculdade foi assistente das disciplinas de Anatomia (1977-1979), Propedêutica Médica (1979-1982) e Pediatria (1985-1987). Autor de diversos trabalhos científicos publicados em revistas médicas de referência. Em 1980 foi admitido como médico de medicina curativa, na fabrica da Maia da Siderurgia Nacional. Foi Interno de Pediatria nos Hospitais de S. João e Santo António entre 1980 e 1985. Foi bolseiro da Fundação Calouste Gulbenkian, enquanto médico interno de Neurologia Infantil, no Hôpital Necker-Enfants malades, em Paris.
Foi Director Clínico da Companhia de Seguros Global - 1987/2001.
Foi representante de Portugal no Comité Consultivo da União Europeia - Segurança, Higiene e Proteção da Saúde nos locais de trabalho 1990/1993.
Presidente da Assembleia Geral da Soltroia SA - 1987/91.
Deputado à Assembleia da República, eleito em 1987 e 1995, foi vice-presidente da Comissão Parlamentar de Saúde (1987-1988) e do Grupo Parlamentar do PSD (1988-1991 e 1995-1996). No XII Governo Constitucional, dirigido por Aníbal Cavaco Silva, foi Secretário de Estado dos Assuntos Parlamentares (1991-1995). A nível partidário foi presidente da Comissão Política Distrital do Porto do PSD, de 1990 a 2002.
Foi Presidente do Eixo Atlântico, Associação Luso Galaica de Municípios.

### Presidente da Câmara de Vila Nova de Gaia
Em 1997 foi eleito presidente da terceira maior autarquia do país, Vila Nova de Gaia, tendo sido reeleito nos anos de 2001, 2005 e 2009. Foi eleito com quatro maiorias absolutas.
Os mandatos à frente do Município de Vila Nova de Gaia transformaram o então "dormitório" do Porto numa das urbes mais desenvolvidas do País. 
Em pouco mais de uma década foram construídas mais de 4 mil habitações sociais, uma rede de saneamento com uma taxa de cobertura do território municipal de quase 100%, uma rede rodoviária que introduziu um sistema de mobilidade ao nível dos países mais desenvolvidos da Europa. Ao nível desportivo, foram construídas uma piscina e uma campo de futebol relvado em cada uma das 24 freguesias e a nível cultural recuperado alguns dos mais emblemáticos espaços como o Cine-Teatro Brasão, o Arquivo Municipal, "baptizado" com o nome de Sophia de Melo Breyner, a Casa-Museu Teixeira Lopes ou a Casa Barbot. Na liderança da autarquia de Gaia, Luís Filipe Menezes conseguiu garantir a construção no Município do El Corte Inglés, promovendo a economia local, e uma rede de metro que é a mais rentável de toda a rede de metro do Porto. 
Os seus mandatos colocaram Gaia no centro da movida nortenha e nacional, com a construção do Cais de Gaia e a requalificação do Centro Histórico, provocando uma demanda turística internacional nunca antes vista, com a construção do Teleférico e a organização do festival de música Marés Vivas. Os anos de Luís Filipe Menezes à frente de Vila Nova de Gaia ficam também para a História pela reabilitação da orla marítima, cujos 16 quilómetros de praias rivalizam com a Região do Algarve, sendo Gaia campeã das bandeiras azuis, galardão atribuído a todas as praias do concelho.
A situação  financeira da autarquia, após um brutal investimento, contra ciclo, ficou equilibrada, estando desde há 3 anos em total cumprimento das regras mais espartanas de aferição de endividamento municipal.

### Presidência do PSD
Em 23 de julho de 2007 anunciou a sua candidatura à liderança da Comissão Política Nacional do Partido Social Democrata para as eleições directas realizadas a 28 de setembro de 2007, tendo obtido 54% dos votos, e o seu adversário, Marques Mendes, 42%.
Durante a sua liderança, lançou algumas propostas, como a do reforço da supervisão do Banco de Portugal sobre  sistema financeiro. Propôs ainda um País Social para reabilitar todos os bairros sociais do País e um grande projecto de Recuperação Competitiva do Interior. Sucedeu-lhe Manuela Ferreira Leite, nas eleições directas do partido em 31 de Maio de 2008, às quais não se candidatou.
Entre Novembro de 2011 e Janeiro de 2016, foi Membro do Conselho de Estado.

### Pós presidência da Câmara
Foi candidato, pela Coligação Porto Forte, que englobava o PSD, o PPM e o MPT, à Presidência da Câmara Municipal do Porto nas eleições autárquicas de 2013. A 29 de Setembro de 2013, perdeu essa batalha eleitoral para Rui Moreira, tendo sido, todavia, eleito Vereador, mandato a que renunciou.
Em Setembro de 2014 foi anunciado estar sob investigação  por parte da Polícia Judiciária e Ministério Público, facto então confirmado por estas entidades. Estariam em causas investigações originadas por denúncias anónimas e visavam a sua gestão de 16 anos.
Após quatro anos de investigação exaustiva todos os inquéritos foram arquivados, tendo sido totalmente ilibado de qualquer tipo de acusação, não tendo sido constituído arguido uma única vez.